# Nico Lüdemann
Nico Lüdemann (* 16. Juli 1978 in Bielefeld) ist ein deutscher Unternehmer, Autor, Berater und Referent zu Transformational Leadership, Digitalisierung und IT-Strategien. Er ist Mitglied im Bundeswirtschaftssenat des Bundesverbandes der mittelständischen Wirtschaft (BVMW), ein freiwillig organisierter Unternehmerverband, sowie seit 2021 Vorsitzender der Bundeskommission „Internet und Digitales“ des gleichen eingetragenen Vereins.
Er lebt und arbeitet in Bielefeld.

## Werke
- Citrix Presentation Server 4 – Das umfassende Handbuch. Galileo Computing, Bonn 2006, ISBN 3-89842-726-9.
- Microsoft Softgrid 4. Galileo Computing, Bonn 2007, ISBN 3-89842-851-6.
- Citrix Presentation Server 4.5 – Das umfassende Handbuch. Galileo Computing, Bonn 2007, ISBN 978-3-8362-1121-5.
- Citrix XenApp 5.0 – Advanced, Enterprise und Platinum Edition. Galileo Computing, Bonn 2009, ISBN 978-3-8362-1390-5.
- Citrix XenApp 6 und XenDesktop 5. Galileo Computing, Bonn 2011, ISBN 978-3-8362-1667-8.
- Citrix XenDesktop 7.5 und XenApp (mit Jan Hendrik Meier). Galileo Computing, Bonn 2014, ISBN 978-3836227445.